# 로리 갤러거
로리 갤러거(영어: Rory Gallagher, 1948년 3월 2일 ~ 1995년 3월 2일)는 아일랜드의 블루스, 록 멀티 악기 연주자, 작곡가, 프로듀서였다. 더니골주의 발리샤논에서 태어나 코크에서 자란 갤러거는 1960년대 후반 테이스트라는 밴드를 결성하여 1970년대와 1980년대에 솔로 음반을 녹음했다. 그의 음반은 전세계적으로 3천만 장 이상 팔렸다.
갤러거는 1995년에 간 이식 수술을 받았지만 그해 말 런던에서 47세의 나이로 합병증으로 사망했다.

## 어린 시절
갤러거는 1948년 더니골주 발리샤논에서 태어났다. 그의 아버지 다니엘은 아일랜드 전기 공급 위원회에 고용되었는데, 그는 도시 위 에른 강에 캐털린의 가을 수력발전소를 건설하고 있었다. 가족은 1949년 동생 도날이 태어난 데리 시로 이사했다.
그의 어머니 모니카와 두 소년은 나중에 코크로 이사를 갔고, 그곳에서 형제는 자랐다. 로리는 노스 수도원 학교에 다녔다. 다니엘 갤러거는 더니골주에 있는 동안 아코디언을 연주하고 티르 초나일 세일리 밴드와 함께 노래를 불렀다. 한때 모니카가 연주했던 발리샤논의 극장은 현재 로리 갤러거 극장이라고 불린다.
두 아들 모두 음악적인 성향이 있었고 그들의 부모에 의해 음악을 추구하도록 격려되었다. 9살 때, 갤러거는 그들로부터 첫 기타를 받았다. 그는 우쿨렐레를 타고 급증하는 자신의 능력을 바탕으로 기타를 연주하고 소기능에서 연주하는 법을 스스로 가르쳤다. 12살 때 재능 대회에서 상금왕을 차지한 후, 그는 그의 첫 기타를 샀다. 갤러거는 청소년기에 어쿠스틱 기타와 일렉트릭 기타로 연주를 시작했다. 그러나, 그것은 1961년 펜더 스트라토캐스터였으며, 그는 3년 후에 100파운드에 구입하여 그의 경력 동안 그와 가장 관련이 깊었다.
갤러거는 처음에 라디오에서 로니 도네건의 말을 듣고 스키플에 끌렸다. 도네건은 미국에서 온 블루스와 포크 공연자들을 자주 취재했다. 그는 전적으로 라디오 프로그램과 텔레비전에 의존했다. 때때로, BBC는 블루스 넘버를 연주했고, 그는 천천히 기타를 위한 노래책을 찾았고, 거기서 블루스 곡의 실제 작곡가들의 이름을 발견했다.
학교에 있는 동안, 버디 홀리와 에디 코크런의 노래를 연주하면서, 그는 머디 워터스에서 그의 가장 큰 영향력을 발견했다. 그는 포크, 블루스, 록 음악에 대한 실험을 시작했다. 음반을 찾거나 음반을 살 여유가 없었던 갤러거는 라디오 룩셈부르크와 AFN을 듣기 위해 늦게까지 깨어있었고, 그곳에서 라디오는 그의 음악을 가장 감동시킨 실제 작곡가들과 음악가들에게 그의 유일한 노출을 가져다 주었다.
그가 발견했고, 진행하면서 인용한 영향으로는 우디 거스리, 빅 빌 브룬지, 레드 벨리 등이 있다. 노래하고 후에 그의 하모니카를 위해 브레이스를 사용하면서, 갤러거는 슬라이드 기타를 연주하는 법을 스스로 배웠다. 게다가, 그의 음악적 발전의 다음 몇 년 동안, 갤러거는 색소폰, 베이스, 만돌린, 밴조, 그리고 다양한 수준의 능숙함으로 코랄 시타르에 맞춰 연주하는 법을 배우기 시작했다. 10대 중반까지, 그는 다른 블루스 스타일로 무거운 실험을 하기 시작했다.

## 사망
인생의 말년에 갤러거는 비행 공포증이 생겼다. 이를 극복하기 위해 그는 여러 가지 약을 처방받았다. 1995년 1월 10일 네덜란드에서 그의 마지막 공연이 있을 무렵, 그는 심한 복통으로 눈에 띄게 아팠고 투어는 취소되어야만 했다. 그는 간, 특히 갤러거와 같은 술을 많이 마시는 사람에게 매우 해로울 수 있는 약인 진통제로 파라세타몰을 처방받았다.
갤러거는 1995년 3월 런던의 킹스 칼리지 병원에 입원했고, 그 때 비로소 그의 건강 상태가 어느 정도인지 알 수 있게 되었다. 그의 간은 쇠약해졌고 의사들은 그의 어린 나이에도 불구하고 간 이식만이 가능한 치료 방법이라고 결정했다. 중환자실에서 13주 동안 치료를 받은 후 요양원으로 이송되기를 기다리던 중, 그는 포도상구균(MRSA) 감염에 걸렸을 때 갑자기 건강이 악화되었고, 1995년 6월 14일 47세의 나이로 사망하였다. 그는 미혼이었고 아이가 없었다.
갤러거의 시신은 아일랜드 코크 인근 발린콜리크 외곽의 클래시 로드 세인트 올리버 묘지에 안장됐다. 무덤의 주석은 그가 1972년 올해의 국제 기타리스트상을 받은 이미지이다.

## 음반 목록
- Rory Gallagher – 1971
- Deuce – 1971
- Live in Europe – 1972
- Blueprint – 1973
- Tattoo – 1973
- Irish Tour '74 – 1974
- Against the Grain – 1975 (Rolling Stone review - 웨이백 머신 (보관됨 2009-10-01))
- Calling Card – 1976 (Rolling Stone review - 웨이백 머신 (보관됨 2009-10-01))
- Photo-Finish – 1978
- Top Priority – 1979
- Stage Struck – 1980
- Jinx – 1982
- Defender – 1987
- Fresh Evidence – 1990
- Notes from San Francisco – 2011 (1977년의 미공개 음반과 1979년의 샌프란시스코에서의 라이브 공연의 사후의 더블 음반)